# Nébouzat

Nébouzat este o comună în departamentul Puy-de-Dôme, Franța. În 1 ianuarie 2022 avea o populație de 865 de locuitori.